# Radikal höger (Europa)
Radikal höger är en politisk åskådning som framhäver etno-nationalism ofta i kombination med populism. Inom statsvetenskap har termen använts för att beskriva Europeiska högerpartier som har vuxit fram sedan slutet av 1970-talet.[källa behövs] Radikala högergrupper delar ofta mål och ståndpunkter såsom: 
- främjande av nationens etniska homogenitet,
- framhävande av vad de anser vara traditionella värden, ofta baserat på myter om det förflutna,
- "eliten" beskylls för att sätta internationalism och sina egna intressen framför "folkets",
- främlingsfientlighet och motstånd till invandring,
- värnar majoritetens rätt att bevara och skydda sin kulturella identitet,
- utpekande av islam och muslimer som ett (särskilt betydelsefullt) hot mot nationens identitet,
- EU-motstånd,
- motstånd mot multinationella företag och organisationer, internationalism, globalisering och andra processer som fostrar universalism och likriktning.

Högerradikala grupper definieras inte främst utifrån deras socioekonomiska ståndpunkter som kan variera mellan främjande av jämlikhet och ståndpunkter som ökar ojämlikhet mellan den egna etniska gruppen och invandrare. Istället utmärks de främst av sina sociokulturella ståndpunkter.
Högerradikalism kan vara svår att skilja från högerextremism. Enligt Jens Rydgren, professor i sociologi, är det det tydligt antidemokratiska inslaget hos högerextremismen som skiljer den från högerradikalism.
Enligt Rydgren betecknas radikala högerpartier i Europa ofta felaktigt som populistiska. Han menar att den gemensamma nämnaren istället utgörs av etnisk nationalism. Partiernas huvudfokus är oftast nationens etnicitet och säkerhet som de menar hotas av immigration, mångkultur och islamism. Radikala högerpartier diskurs går ofta ut på att den styrande eliten är ansvarig för uppkomsten och den betydande storleken på dessa (som de betecknar som) hot mot nationen. På så vis menar Rydgren är det utmärkande för ideologin snarare etnisk nationalism än populism. Forskning har visat stöd för hypotesen att det snarare är nativism och auktoritarianism som utmärker högerradikalism än populism.